# White Fox
White Fox (på svenska Vita Räven, på pawnee Kewuck Ootahkah), född 1846, död 1875, var en skidi pawnee-indian från Nebraska som turnerade i England och Skandinavien 1874 tillsammans med två andra män, bröderna Red Fox (född ca 1837, död 1925) och White Eagle (född ca 1843, död 1923).

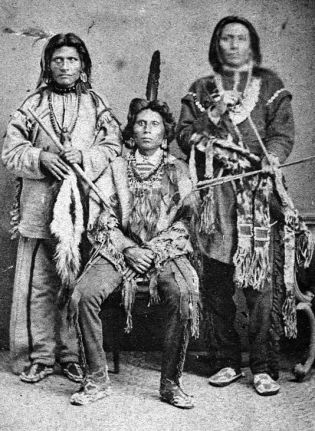
White Fox, flankerad av Red Fox and White Eagle, sannolikt i Nebraska 1874

Detta var några år innan Buffalo Bill 1883 började arrangera liknande shower i större skala, och det var samtidigt en mycket svår tid för pawneerna med hungersnöd och tvångsförflyttning till reservat i Oklahoma. Männen tycks alla tre ha haft aktade positioner i pawneegruppen, som hövdingar eller hövdingasöner. De delade också erfarenheter som värvade soldater, pawnee scouts, i amerikanska arméns strider mot siouxerna, cheyennerna och arapahoerna.
Som arrangörer för den europeiska resan stod ett par svenska amerikaresenärer, Robert Kassman (född 1839 i Arboga) och den blivande möbelsnickaren Pål Eliasson (född 1839 i Hågnarp i Skåne). De ordnade under namnet Robert Kassman & Co. föreställningar i Manchester,  Köpenhamn (på Sommerlyst), Malmö (på Davidshall) [5], Kristiania (numera Oslo), Sarpsborg, Gjøvik, Kongsvinger och i Fredrikstad innan de (åter-)kom till Sverige på hösten 1874.
Här framträdde White Fox och hans kamrater i Karlstad (på teatern respektive i brukspatron Huss gård vid västra Torggatan), Örebro (Björkegrens hotell), Stockholm (Mosebacke nedre salong respektive Hotell Hamburg), Norrköping (Hotell Swea), Linköping (Arbetareföreningens lokal) och Göteborg (Haglunds annex, fd Bloms hotell). Biljetterna kostade ofta 1 krona (50 öre för barn) och männen uppträdde i stort sett varje kväll i "perlbesatta kläder, hufwudfjädrar och skalpprydda gördlar". De sjöng och dansade, spelade trumma och blåste i pipa samt visade sin skicklighet i bågskytte. Publiken var nyfiken och imponerad, enligt samtida tidningsuppgifter var det första gången man kunde se "äkta indianer" i Sverige.
Men White Fox blev under turnén sjuk i TBC och avled på Sahlgrenska sjukhuset i Göteborg den 11 januari 1875. Hans kamrater ville begrava honom, men i stället beslutades att hans kropp skulle överlämnas till vetenskapen. Hans scenkläder införlivades med Göteborgs etnografiska museum och finns i dag hos Statens museer för världskultur. Red Fox och White Eagle fick genomföra ytterligare några uppträdanden innan de lämnade Sverige den 21 januari. De kom tillbaka till en situation i reservaten som knappast blivit bättre under det gångna året, men överlevde även detta och dog som aktade ledare i mitten på 1920-talet.
Redan i mars 1875 kunde ordföranden i Antropologiska sällskapet, Gustaf von Düben, på Karolinska institutet förevisa avgjutning (byst) och preparat av White Fox som nu ingick i institutets samlingar. Man hade alltså flått kroppen och monterat huden som man gör när man stoppar upp djur. White Fox kvarlevor ställdes ut av Hjalmar Stolpe i den nordamerikanska avdelningen på Allmänna etnografiska utställningen i Stockholm 1878-1879, och ska också ha visats i Göteborg, innan de städades undan och blev stående i källaren på Karolinska institutet i över hundra år.
Först 1996 kunde de repatrieras till Pawnee Nation of Oklahoma och få en högtidlig begravning med militära hedersbetygelser på North Indian Cemetery i Pawnee.